# Memóbogyók
A Memóbogyók (Member Berries) a South Park című amerikai animációs sorozat 268. része (a 20. évad 1. epizódja). Elsőként 2016. szeptember 14-én sugározták az Egyesült Államokban. Magyarországon a magyar Comedy Central 2016. szeptember 22-én mutatta be.
Az epizód a sporteseményeken letérdelés témakörét tárgyalja ki, melyet Colin Kaepernick hozott a köztudatba a bemutató idejében, de emellett foglalkozik más sportolói kiállásokkal is. Az egész évadon végignyúló történetívként Donald Trump elnökválasztási kampányával is foglalkozik (melyben Mr. Garrison személyesíti meg Trumpot), valamint az internetes trollkodással. Emellett az emberek nosztalgia iránti vágyát és a reboot divatot is kifigurázza.

## Cselekmény
|  | Alább a cselekmény részletei következnek! |

Hatalmas tömeg vesz részt az általános iskolában a lányok röplabdameccsén, de nem azért, mert az érdekelné a nézőket, hogy mi lesz az eredmény, hanem mert mindenki azt várja, hogy hányan ülnek le a nemzeti himnusz alatt. Leülésükkel az internetes zaklatások ellen demonstrálnak, ugyanis egy Rihekopó42 nevű kommentelő gúnyos megjegyzéseket tett közzé az iskolai üzenőfalon. Amint vége a himnusznak, a tömeg feloszlik, és üres csarnokban zajlik a játék. A lányok Cartmant gyanúsítják azzal, hogy ő a trollkommentelő, de ő ezt tagadja (mindeközben egy "Token's Life Matters" feliratú pólót visel). Kyle is elkezd rá gyanakodni, különösen azért, mert Cartman egyfolytában gúnyolódik rajta és a lányokon.
Ezalatt a Kongresszusban arra a döntésre jutnak, hogy meg kell változtatni a nemzeti himnuszt, hogy elejét vegyék a tiltakozásoknak. És csak egyetlen embert találnak alkalmasnak a feladatra: J. J. Abrams-t. Randyt felkeresi egy közvéleménykutató, aki megkérdezi, hogy Gennyes Tusra vagy Redvás Szendvicsre fognak szavazni a választáson. Mint minden négy évben, úgy most is felzaklatja Randyt a kampány, főleg amikor meghallja, hogy a Tus (Mr. Garrison) vezet a Szendvics (Hillary Clinton) előtt. Mr. Garrison közben bepánikol, mert hiába a jó kilátások, fogalma sincs arról se neki, se Caitlyn Jennernek, hogy mit fognak csinálni, ha bekerülnek a Fehér Házba. Ráadásul egyetlen kampányígéretét, "7,6 millió ember halálra baszását első hivatali évében" sem fogja tudni betartani. El akarja kerülni, hogy totál idiótának tűnjön, ezért elhatározza, hogy győzelemhez segíti Redvás Szendvicset. Kapóra jön számára, hogy hall az amerikai himnusz reboot-járól, és elhatározza, hogy ülni fog, amikor a San Francisco 49ers és a Carolina Panthers meccsén először lejátsszák. Ám mint kiderül, a reboot mindössze annyit tesz, hogy a himnusz alatt most már bárki nyugodtan állhat, ülhet, vagy térdelhet, Amerika tiszteletére.
Az emberek ezalatt egy szőlőszerű gyümölcsöt, a Memóbogyót eszik, amelynek szemei beszélni is képesek és egyfolytában nosztalgiáznak. Az idegeskedő Randy, Stephen tanácsára szintén enni kezdi, és kezdetben meg is nyugszik. Csakhogy a bogyók egy idő után kemény konzervatív álláspontot kezdenek el ismételgetni arról, hogy "régen nem volt ennyi mexikói", "régen nem engedélyezték a melegházasságot", és hogy milyen jó volt a Reagan-korszakban, ezért leáll velük.
Az epizód végén az is kiderül, hogy bár Kyle és a lányok továbbra is Cartmanre gyanakodnak, Rihekopó42 valójában nem más, mint Gerald Broflovski.

## Fordítás
Ez a szócikk részben vagy egészben  a   Member Berries című angol Wikipédia-szócikk ezen változatának fordításán alapul.  Az eredeti cikk szerkesztőit annak laptörténete sorolja fel. Ez a jelzés csupán a megfogalmazás eredetét és a szerzői jogokat jelzi, nem szolgál a cikkben szereplő információk forrásmegjelöléseként.